# Kühlwagen (Eisenbahn)

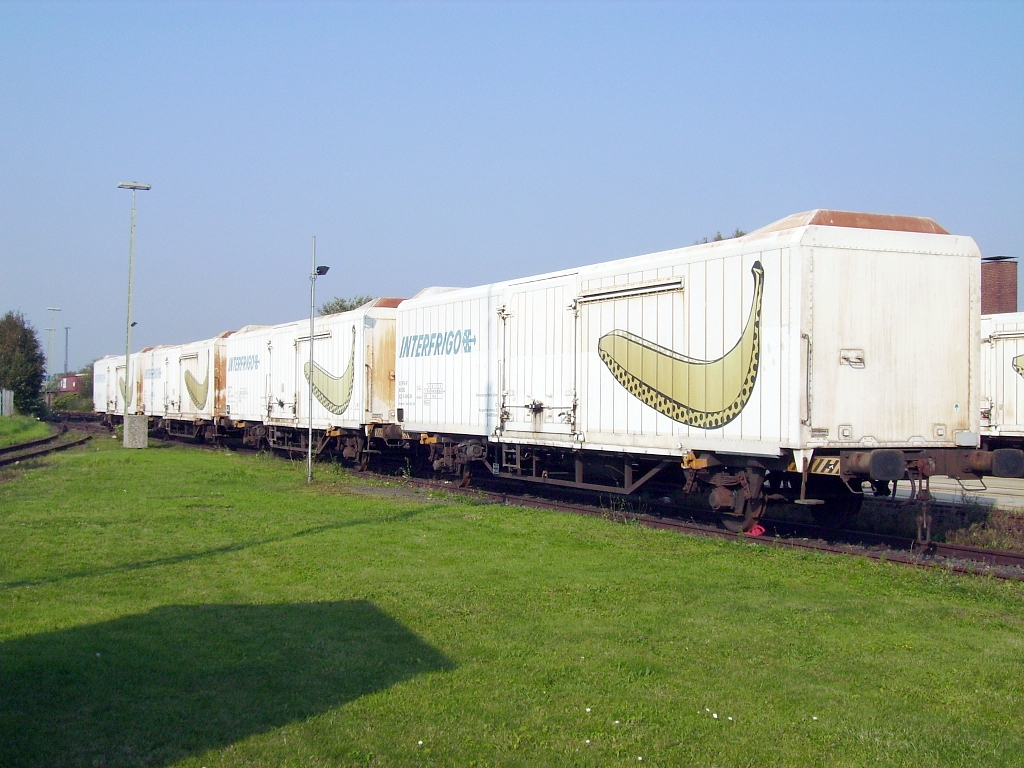
Wärmeschutzwagen für den Bananentransport

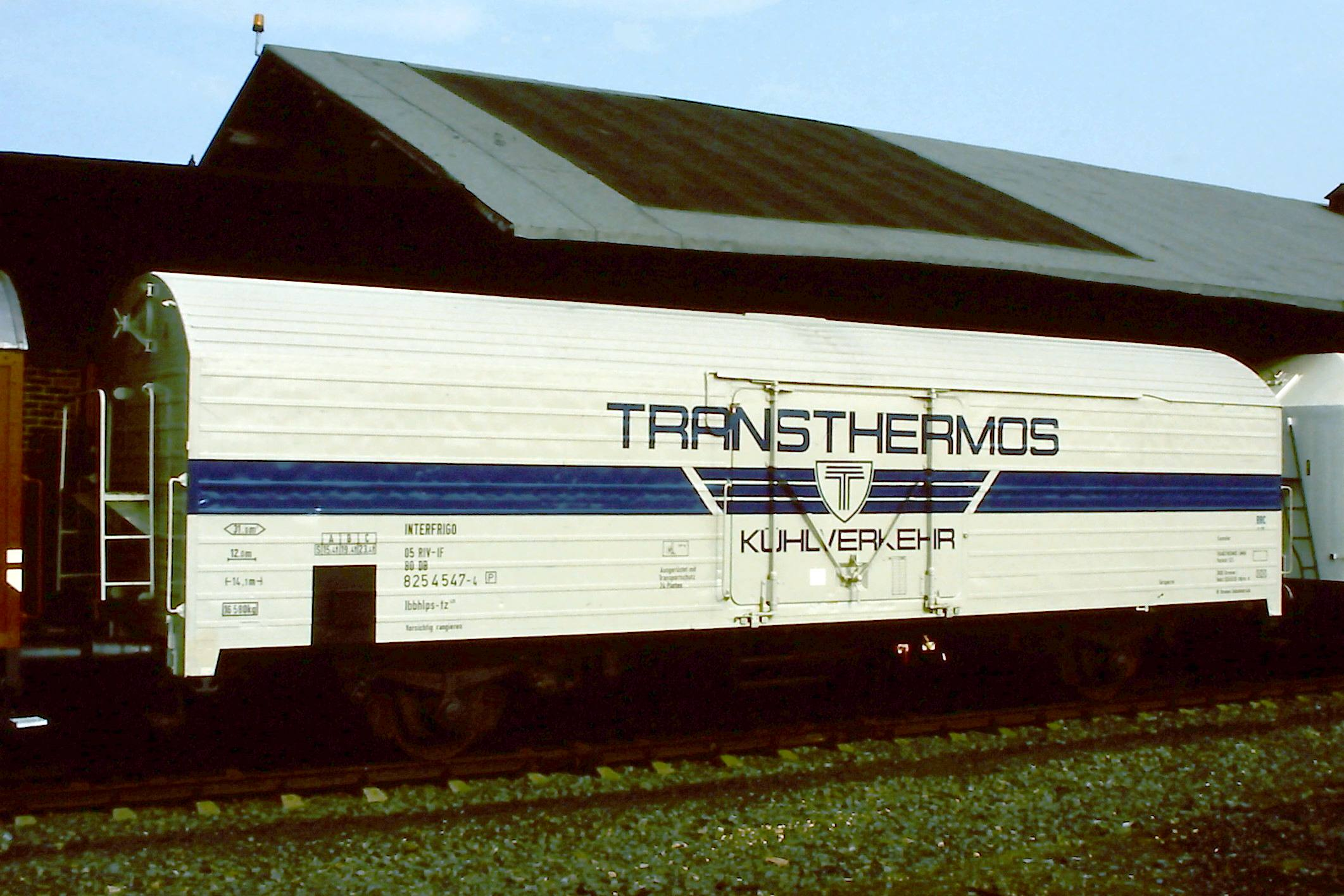
Bei der DB eingestellter Kühlwagen der Gattung Ibbhlps-tz^{410} von Interfrigo (Transthermos Kühlverkehr)

Ein Kühlwagen, auch Thermoswagen genannt, ist ein Eisenbahngüterwagen mit Wärmedämmung, dessen Laderaum aus einem durch die Seitenwände und das Dach abgeschlossenen Kasten gebildet wird. Sie werden hauptsächlich für den Transport verderblicher Lebensmittel eingesetzt.
Nach Vorhandensein und Art der Kühleinrichtung werden sie eingeteilt in:
- Wärmeschutzwagen ohne Kühleinrichtung
- Kühlwagen mit Kühlbehältern, das Kältemittel ist meist Wasser- oder Trockeneis
- Maschinenkühlwagen mit eigenen Kühlaggregaten

## Geschichte

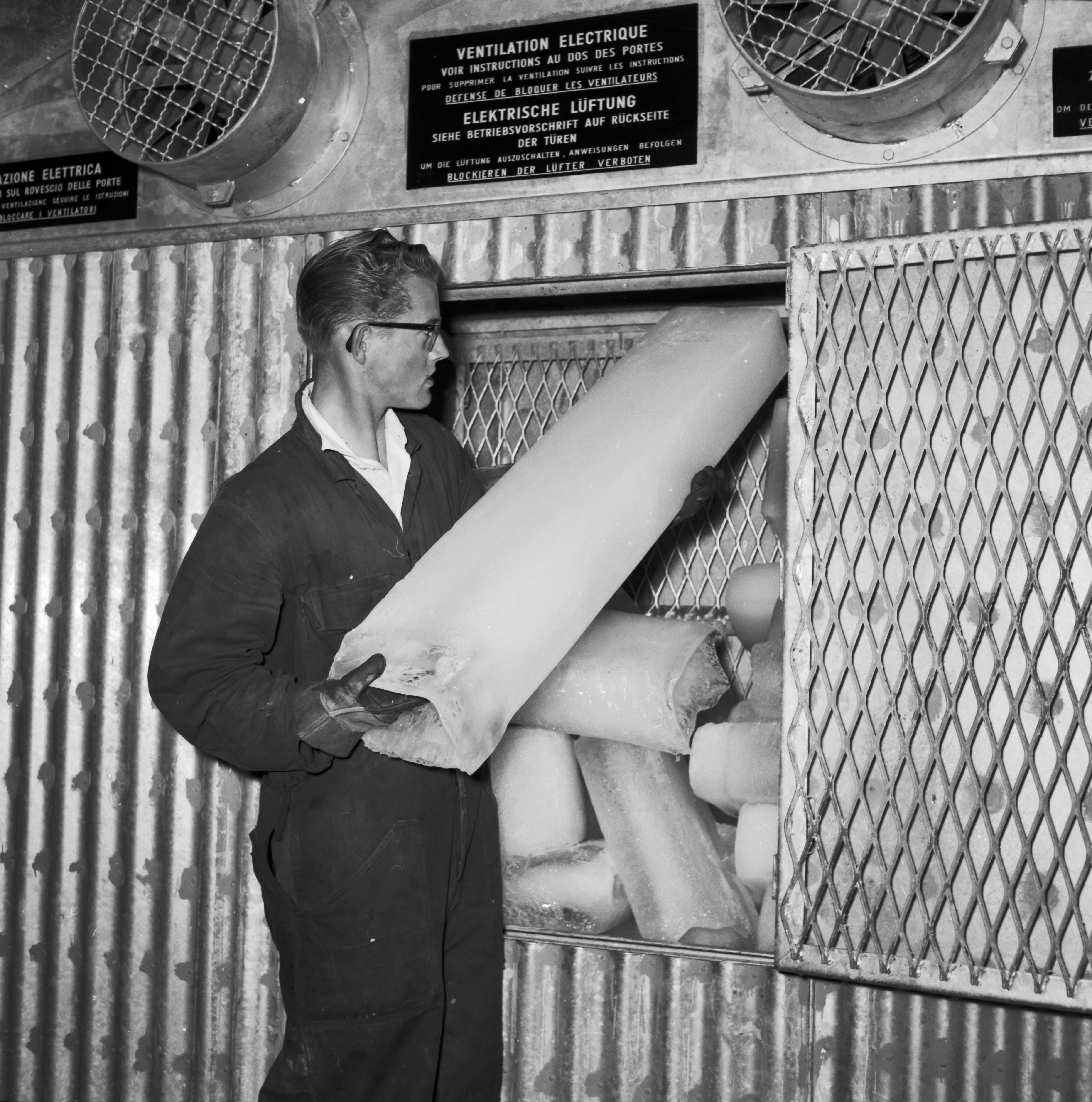
Bestückung eines Interfrigo-Kühlwagens mit Eisblöcken (1960)

Die ersten Wagen wurden mit Wassereis gekühlt, das im Winter in speziellen Becken oder aus Seen gewonnen wurde. Im Auftrag des Chicagoer Industriellen und Fleischproduzenten Gustavus Swift gelang es im Winter 1877 erstmals, effizient kühlende Eisenbahnwagen zu entwickeln. Dabei wird durch die Zirkulation der Luft sichergestellt, dass die durch das Eis gekühlte Luft den ganzen Wagen kühlt. Dieses System wurde zur Grundlage des Erfolgs der Union Stock Yards, der Schlachthöfe Chicagos. Durch die gekühlten Wagen war es erstmals möglich, das Fleisch der geschlachteten Tiere durch die ganzen USA zu transportieren. Erste Versuche in Deutschland starteten 1898 mit dem Einsatz eisgekühlter Güterwagen auf der preußischen Ostbahn (Butter-Transport von Insterburg über Königsberg (Preußen) nach Berlin).
Bis zum Ersten Weltkrieg wurden als Kühlwagen gedeckte Güterwagen mit weißem Anstrich und/oder dreilagiger Holzverkleidung mit zwei Luftzwischenräumen zur Wärmeisolierung eingesetzt. Nach dem Ersten Weltkrieg genügten diese Wagen den Anforderungen nicht mehr, so dass die Deutsche Reichsbahn erstmals in größerem Umfang isolierte Kühlwagen für den Transport von Seefisch und Milch beschaffte. Zu Versuchszwecken wurden verschiedene Isoliermaterialien verwendet, wobei zunächst 100 Wagen mit Korkplatten, 100 Wagen mit Torfoleumplatten als Isolierung und 100 Wagen mit einem kombinierten System aus Korkplatten und Torfleumplatten ausgestattet wurden.
Zur Kühlung benutzte man maschinell hergestelltes Eis – und ging schnell auch auf andere Kälteerzeugung über: Am einfachsten war, das Wassereis durch Trockeneis zu ersetzen. Mit zuverlässigeren Verbrennungsmotoren kam der Maschinenkühlwagen auf. Auch gibt es Kühlwagen, deren Kühlleistung durch Verdampfen eines flüssigen Gases erzeugt wird.

## Temperaturregulation und Verwendungszweck
Wärmeschutzwagen, also solche Kühlwagen mit Isolation aber ohne Kühlmittel, sind im Temperaturbereich von +4 °C bis +16 °C im Einsatz, wo eine gleichbleibende Innentemperatur erwünscht ist. Sie werden zum Transport von Milchprodukten, Konserven oder Früchten verwendet. Kühlwagen zum Transport von Bananen verfügen über einen Gasverdampfer und erreichen so eine Innentemperatur von +14,4 °C.

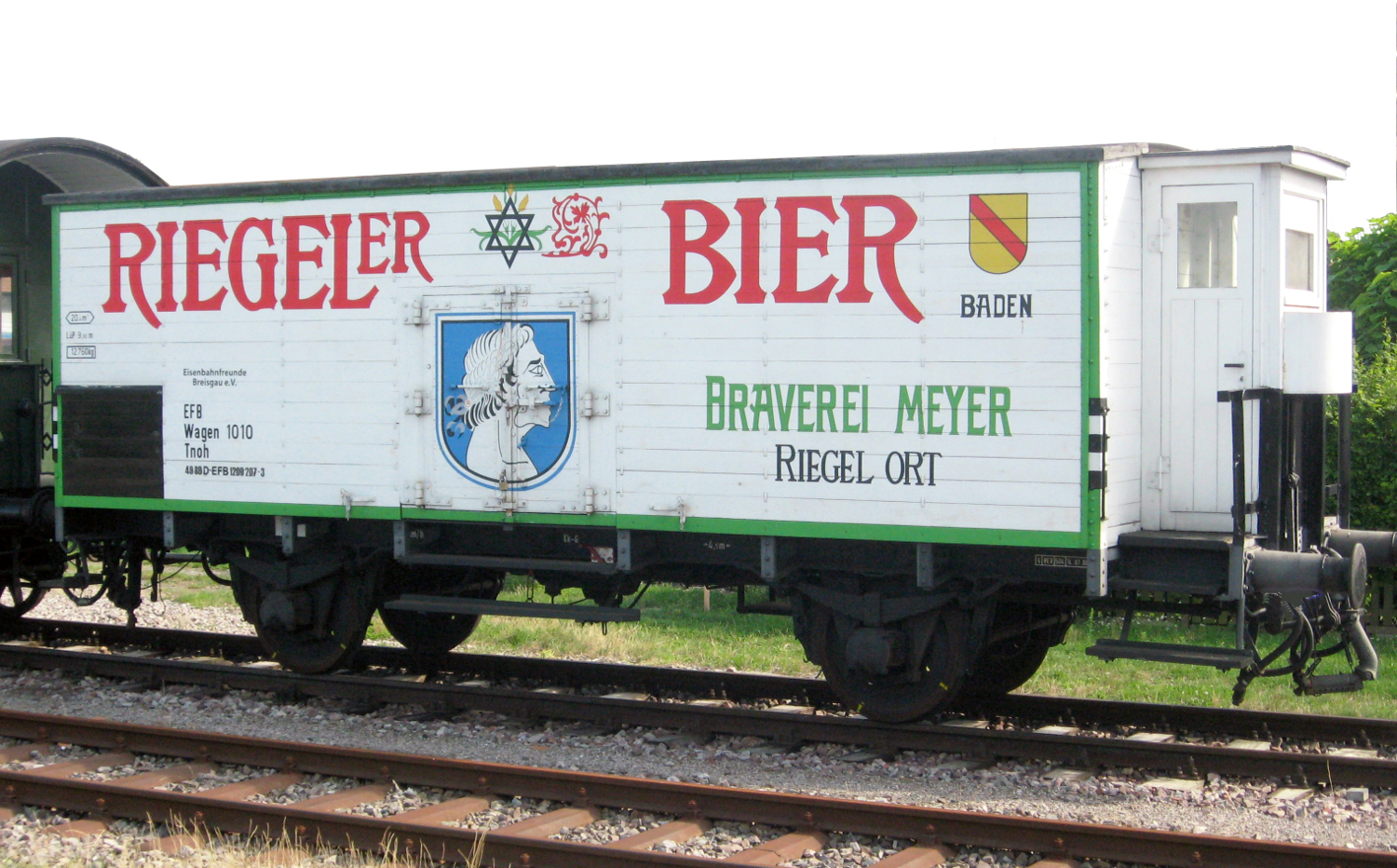
Bierkühlwagen mit ehem. Eiskühlung der Brauereigesellschaft Meyer und Söhne (Fuchs 1928, ex Privatgüterwagen Karlsruhe 545101P, heute Museumsdampfzug Rebenbummler)

Kühlwagen mit Kühlbehältern haben das Problem der ungenauen Kühltemperatur, da die Kälte nur durch Luftzirkulation verteilt wird. Das eingesetzte Kühlmittel, Wasser- oder Trockeneis, gewährleistet eine Temperatur von +4 °C bis −18 °C. Sie finden Verwendung für den Transport von Fleisch, Bier oder Seefisch. Tiefkühlwagen gewähren eine Temperatur von −10 °C oder −20 °C und werden für den Transport von Tiefkühlkost verwendet.

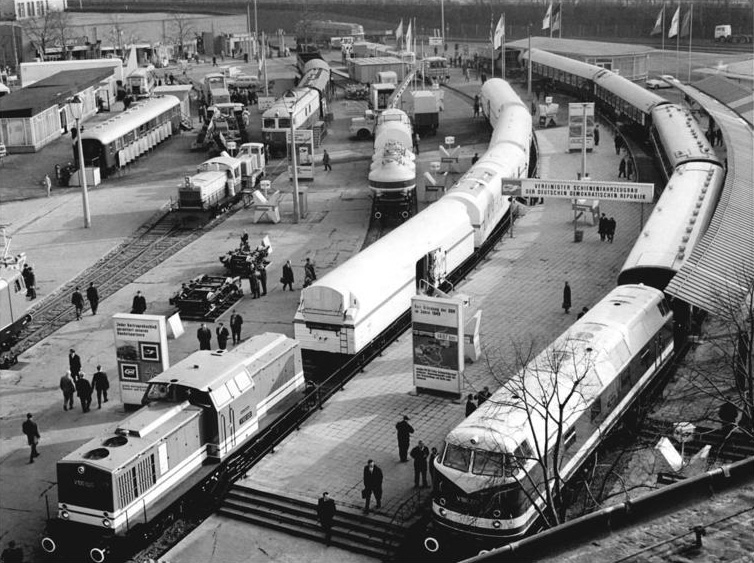
Maschinenkühlwagen des VEB Waggonbau Dessau auf der Leipziger Messe

Maschinenkühlwagen verfügen über Kühlaggregate, mit denen eine Solltemperatur vorgegeben werden kann; diese kann zwischen +20 °C und −30 °C liegen. Sie sind daher geeignet für Tiefkühltransporte über lange Strecken. Obwohl Maschinenkühlwagen teuer im Unterhalt und im Betrieb sind, bieten sie gegenüber anderen Kühlwagenarten den Vorteil, dass sie die vorgegebene Temperatur während des ganzen Transportes einhalten, was von großer Bedeutung für das Einhalten der Kühlkette beim Transport von Lebensmitteln ist. Im Langstreckenverkehr der ehemaligen Ostblockländer kommen ganze Kühlzüge zum Einsatz, die aus einem Maschinenwagen, einem Begleitwagen und mehreren Kühlwagen bestehen.
Die meisten Lebensmitteltransporte sind inzwischen wegen kürzerer Transportzeiten auf die Straße verlagert worden oder werden mit Kühlcontainern abgewickelt. Der Kühlwagenpark der Bahngesellschaften ist deshalb deutlich geschrumpft. Die meisten Kühlwagen wurden bis 2010 von Intercontainer-Interfrigo betreut. Diese Kühlwagen kann man gut äußerlich unterscheiden: Weiße Wagen sind normale Kühlwagen, blaue mit weißem Längsstreifen sind Maschinenkühlwagen.

## Kennzeichnung und Einteilung
Gemäß UIC zählen Kühlwagen in Europa stets zu den Güterwagen der Sonderbauart. Alle Güterwagen, die innerhalb der UIC-Bahngesellschaften an internationalem Verkehr teilnehmen, müssen mit einheitlichen Gattungszeichen und einer einheitlichen Wagennummer gekennzeichnet sein. Alle Kühlwagen werden daher mit dem Gattungsbuchstaben „I“ gekennzeichnet.
Der Gattungsbuchstabe „I“ hat für Güterwagen mit Temperaturbeeinflussung die Bedeutung, dass sie über eine thermische Dämmung der Klasse IN verfügen, eine Luftumwälzung durch Windmotor haben sowie mit Fußbodenrost und Eiskästen von mindestens 3,5 m³ oder mehr ausgerüstet sind. Diese Beschreibung trifft für die einfachste Ausführung eines Kühlwagens zu, Abweichungen von dieser Ausführung werden durch Kennbuchstaben wiedergegeben. Vor Einführung dieser UIC-Klassifizierung wurden Kühlwagen in Deutschland mit dem Gattungszeichen „Gk“, Ende 1942 mit dem Gattungszeichen „T“ und vierachsige Kühlwagen mit dem Gattungszeichen „GGk“ zuzüglich eventueller Nebengattungszeichen gekennzeichnet.

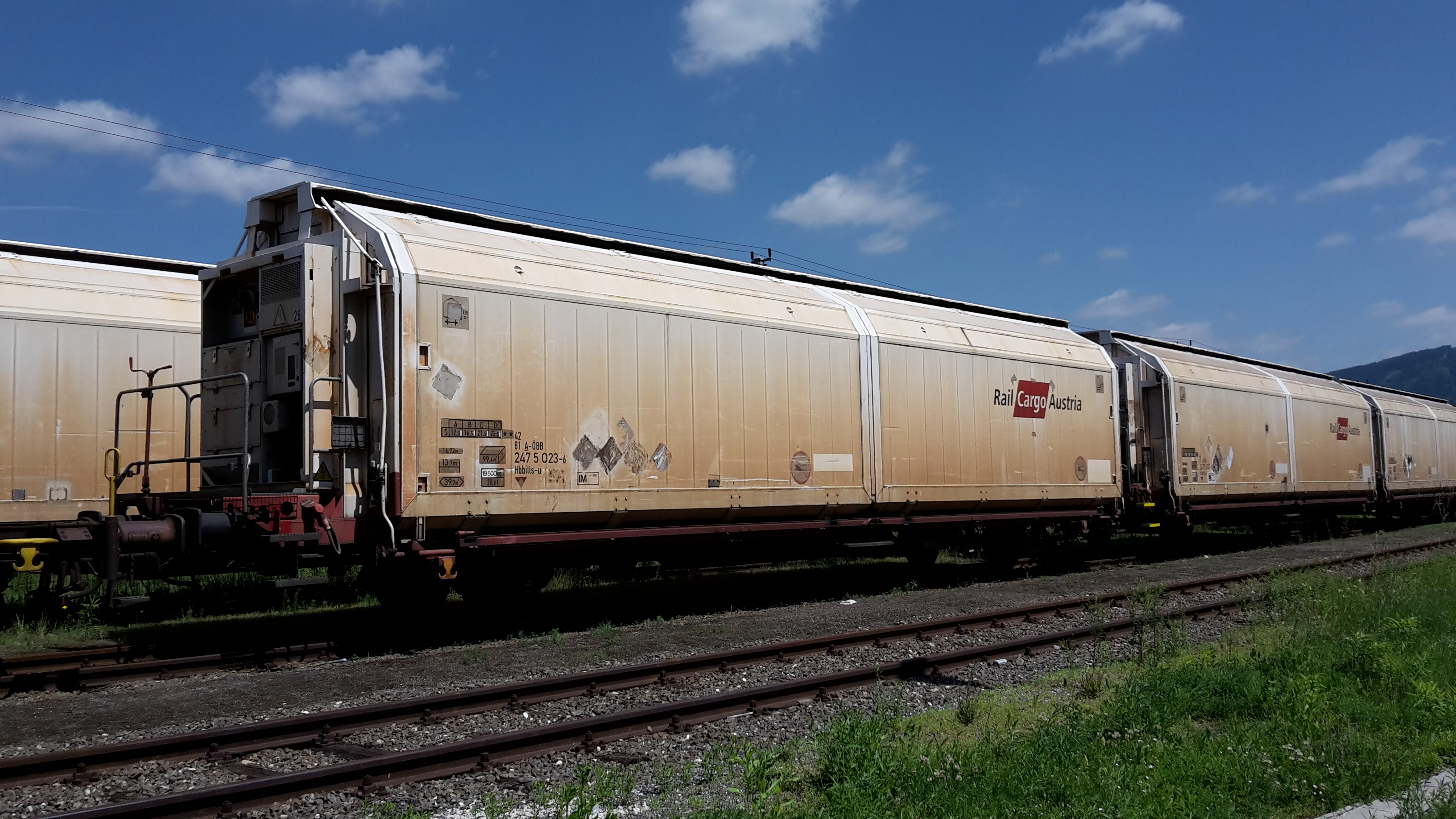
Gekühlter Schiebewandwagen Hbbills-u der Rail Cargo Austria

Um die Be- und Entladung zu vereinfachen, wurden auch wärmeisolierte Schiebewandwagen mit Kältemaschine für den Temperaturbereich von 0 °C bis +20 °C gebaut. Diese werden als gedeckte Güterwagen der Sonderbauart mit „H“ gekennzeichnet (Bauarten Hbbills-u der Rail Cargo Austria und Hbbills-uy der SBB Cargo).

## Einheitsgüterwagen UIC

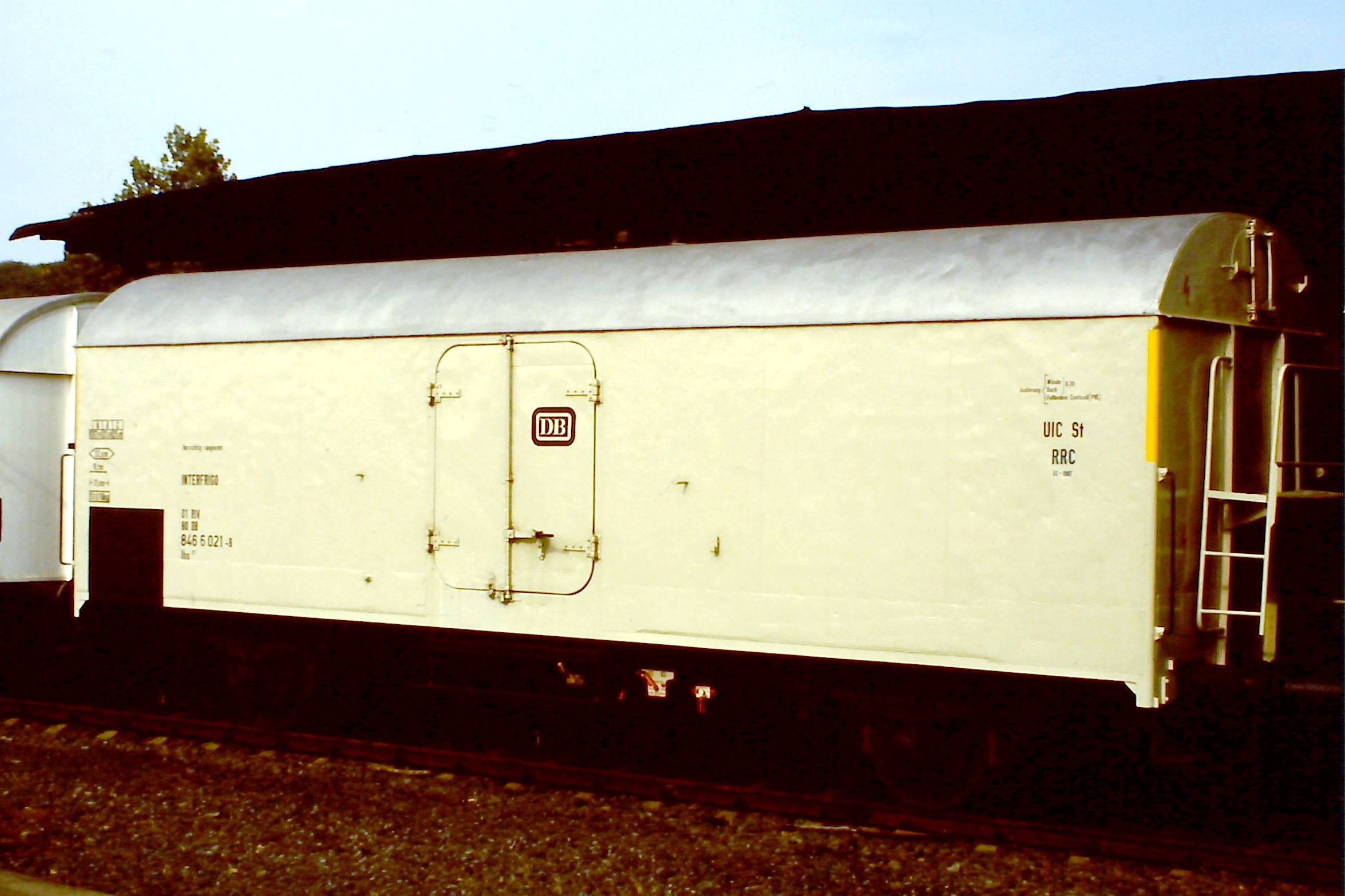
Kühlwagen der Gattung Ibs^{394} von Interfrigo bei der DB eingestellt

Viele Kühlwagen wurden nach den Richtlinien der UIC gebaut. Die UIC begann in den 1950er Jahren mit der Vereinheitlichung der Bauweise von Güterwagen; das Ergebnis dieser Vereinheitlichung führte zu den Einheitsgüterwagen. Die von der UIC entwickelten Güterwagenbauarten sind im UIC-Merkblatt wiedergegeben. Da Kühlwagen zu den Güterwagen der Sonderbauart zählen, werden diese nach dem UIC-Merkblatt 571-3 als Einheitsgüterwagen oder als UIC-Standardgüterwagen gebaut. Die zweiachsigen Kühlwagen stimmen in ihren Hauptabmessungen mit dem gedeckten Güterwagen der Gattung Gbs überein.
|                    | UIC 571-3: Güterwagen der Sonderbauart | UIC 571-3: Güterwagen der Sonderbauart | UIC 571-3: Güterwagen der Sonderbauart | UIC 571-3: Güterwagen der Sonderbauart |
| Bauart             | zweiachsige Kühlwagen                  | zweiachsige Kühlwagen                  | vierachsige Kühlwagen                  | vierachsige Kühlwagen                  |
| Bauart             | Standardwagen                          | Fährbootwagen                          | 1. Variante                            | 2. Variante                            |
| Gattung1)          | Ibbs / Ibbgs                           | Ibfs / Ibfgs                           | Ias / Iags                             | Ias / Iags                             |
| ------------------ | -------------------------------------- | -------------------------------------- | -------------------------------------- | -------------------------------------- |
| Achsstand          | 8,0 m                                  | 8,0 m                                  | −                                      | −                                      |
| Drehzapfenabstand  | −                                      | −                                      | 15,8 m                                 | 16,8 m                                 |
| Länge über Puffer  | 14,02 m                                | 14,02 m                                | 21,04 m                                | 22,24 m                                |
| Ladelänge, mind.1) | 10,5 m / 11,0 m                        | 10,5 m / 11,0 m                        | 16,4 m / 16,8 m                        | 17,8 m / 18,0 m                        |
| Ladefläche, etwa1) | 27 m² / 28 m²                          | 23 m² / 24 m²                          | 42 m² / 43 m²                          | 45 m² / 46 m²                          |
| Eigenmasse, max.1) | 15,5 t / 18,5 t                        | 15,5 t / 18,5 t                        | 31,0 t / 35,0 t                        | 32,0 t / 36,0 t                        |
| Türhöhe            | 1,9 m                                  | 1,9 m                                  | 1,9 m                                  | 1,9 m                                  |
| Türbreite          | 2,7 m                                  | 2,7 m                                  | 2,7 m                                  | 2,7 m                                  |

1) Kühl- und Wärmeschutzwagen / Maschinenkühlwagen